# Lycaena berviniensis
Lycaena berviniensis är en fjärilsart som beskrevs av Smith 1932. Lycaena berviniensis ingår i släktet Lycaena och familjen juvelvingar. Inga underarter finns listade i Catalogue of Life.